# Japan Sport Council
Das Nihon sports shinkō center (jap. 日本スポーツ振興センター, etwa „japanisches Sportförderungszentrum“, engl. heute Japan Sport Council, früher als National Agency for the Advancement of Sports and Health (kurz NAASH, deutsch „Nationale Behörde für die Förderung von Sport und Gesundheit“) übersetzt) ist eine japanische selbstständige Verwaltungskörperschaft (dokuritsu gyōsei hōjin, engl. Incorporated Administrative Agency und ähnliches) mit Sitz im Bezirk Minato der Präfektur Tokio. Sie organisiert unter Aufsicht des Kultus- und Wissenschaftsministeriums der japanischen Nationalregierung Sportförderung, Sportstätten, Sportforschung und Sportwetten (Toto).
Zum Betrieb gehören unter anderem das alte und Neue Nationalstadion [Kasumigaoka], die nationalstaatliche Sporthalle Yoyogi und das Prinz-Chichibu-Rugbystadion in Tokio.
Eingerichtet wurde das Zentrum in heutiger Form 2003 auf Grundlage eines eigenen Gesetzes aus dem Vorjahr (独立行政法人日本スポーツ振興センター法). Ein Hauptvorläufer war das Nihon taiiku, gakkō kenkō center (日本体育・学校健康センター, etwa „Japanisches Zentrum für Sport und Gesundheit an Schulen“).